# Volgavis marina
Volgavis marina (з лат.  — «Птах з Волги морський») — вид викопних птахів, що, можливо, належав до ряду сивкоподібні (Charadriiformes). Вид мешкав у кінці крейдяного періоду (70-66 млн років тому). Скам'янілі рештки знайдені біля села Малая Івановка Волгоградської області, Росії.